# Жинішкесу
Жинішкесу́ (каз. Жіңішкесу) — село у складі Зайсанського району Східноказахстанської області Казахстану. Входить до складу Каратальського сільського округу.
Населення — 40 осіб (2021; 46 у 2009, 87 у 1999, 131 у 1989).
Національний склад станом на 1989 рік:
- казахи — 100 %